# Saut-de-Mouton-Tunnel
Der Saut-de-Mouton-Eisenbahntunnel ist ein 822 Meter langer, einspuriger Tunnel im westlichen Teil der Stadt Genf. Der 1986 eröffnete Tunnel dient dem Spurwechsel zwischen den Bahnstrecken Genf–Lyon und Lausanne–Genf Flughafen. Am westlichen Ende mündet er in den 1959 gebauten, einspurigen Tunnel de Châtelaine (1081 m).
Seit ca. 1995 befindet sich sein östliches Ende im Tranchée couverte de St-Jean, ein überwölbter Einschnitt. Durch den vor allem aus Gründen des Lärmschutzes erbauten, zweispurigen Tunnel verläuft die Bahnstrecke Lausanne–Genf Flughafen der Schweizerischen Bundesbahnen (SBB). Sie umschliesst auch die zweispurige Abzweigung nach La Praille und deren 1949 erbauten Tunnel de St-Jean (220 m).